# Carrel (cràter)
Carrel és un petit cràter d'impacte de la Lluna situat a la Mare Tranquillitatis. Té un aspecte una mica distorsionat, amb una lleugera protuberància que sobresurt en la vora nord-oest. L'interior és una mica irregular, amb crestes i alguns enfonsaments de material. Es troba després d'una cresta de la superfície de la mar lunar.

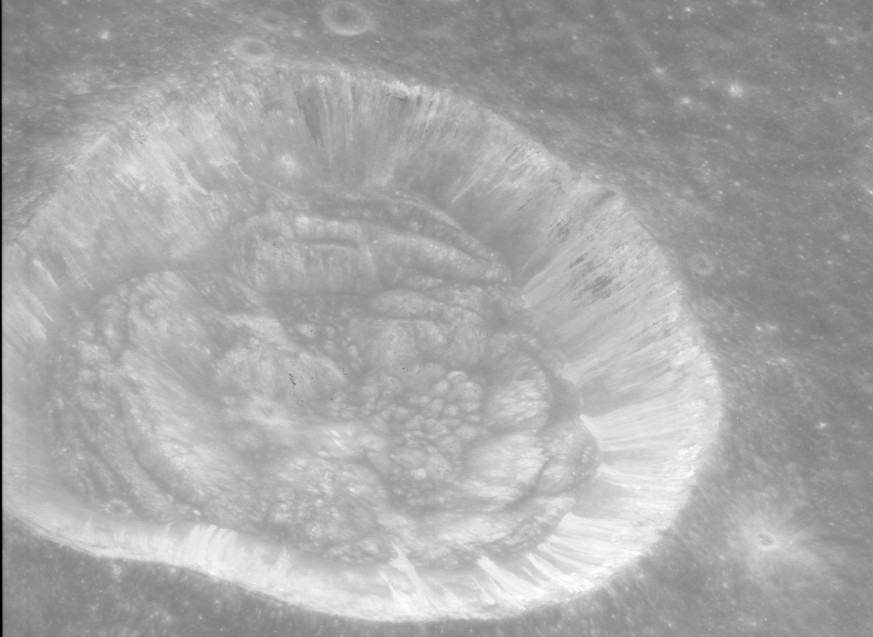
Fotografia de la missió Apollo 15
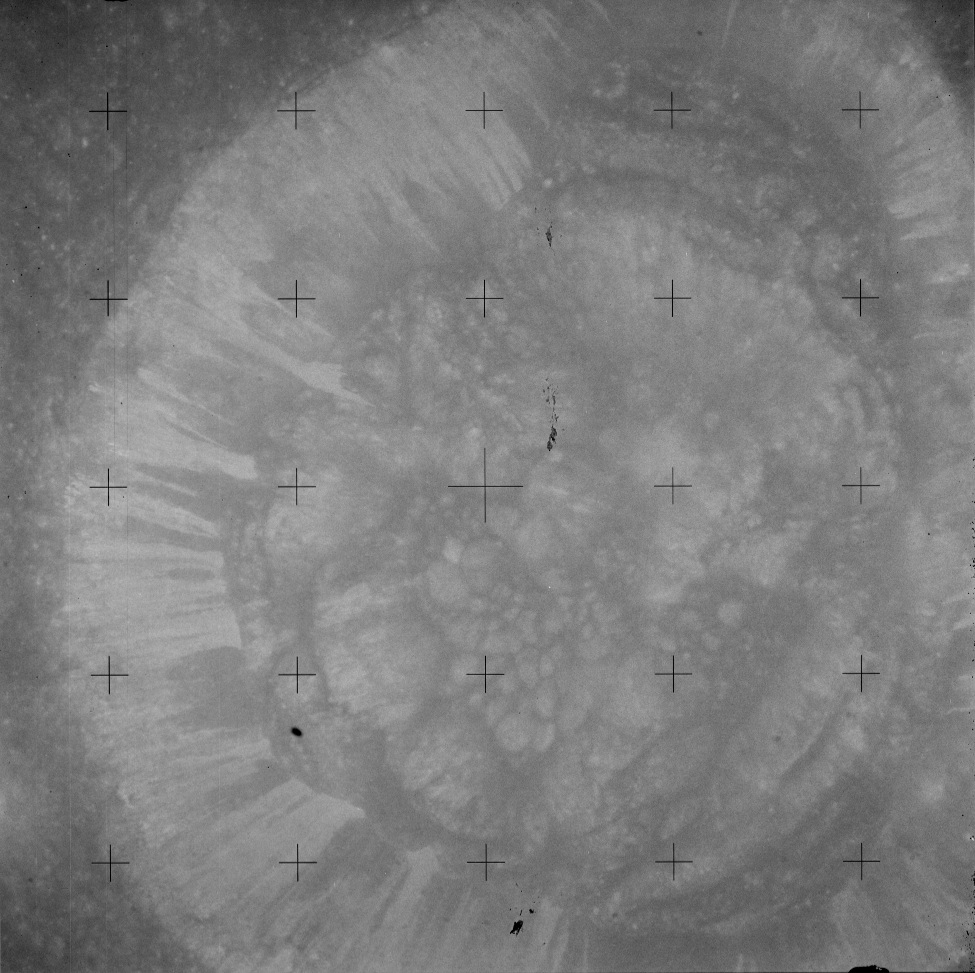
Fotografia de la missió Apollo 15
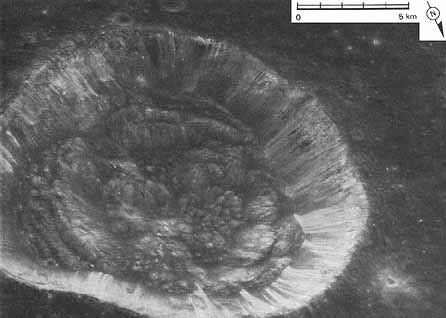
Fotografia de la missió Apollo 15

Aquest cràter va ser designat prèviament com Jansen B abans de rebre el seu nom actual de la UAI el 1979 en honor de les contribucions científiques d'Alexis Carrel, metge francès guanyador del Premi Nobel i col·laboracionista nazi. El cràter Jansen, inundat de lava, se situa a nord-est.

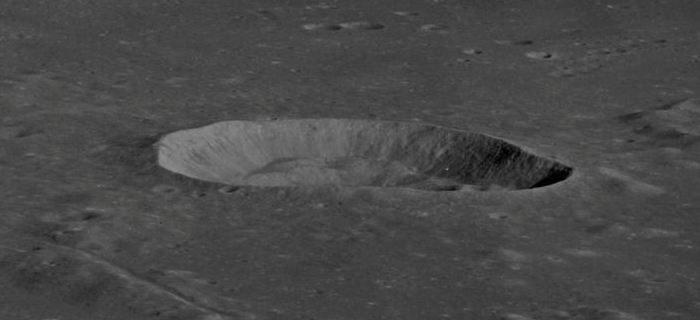
Fotografia de la missió Apollo 10
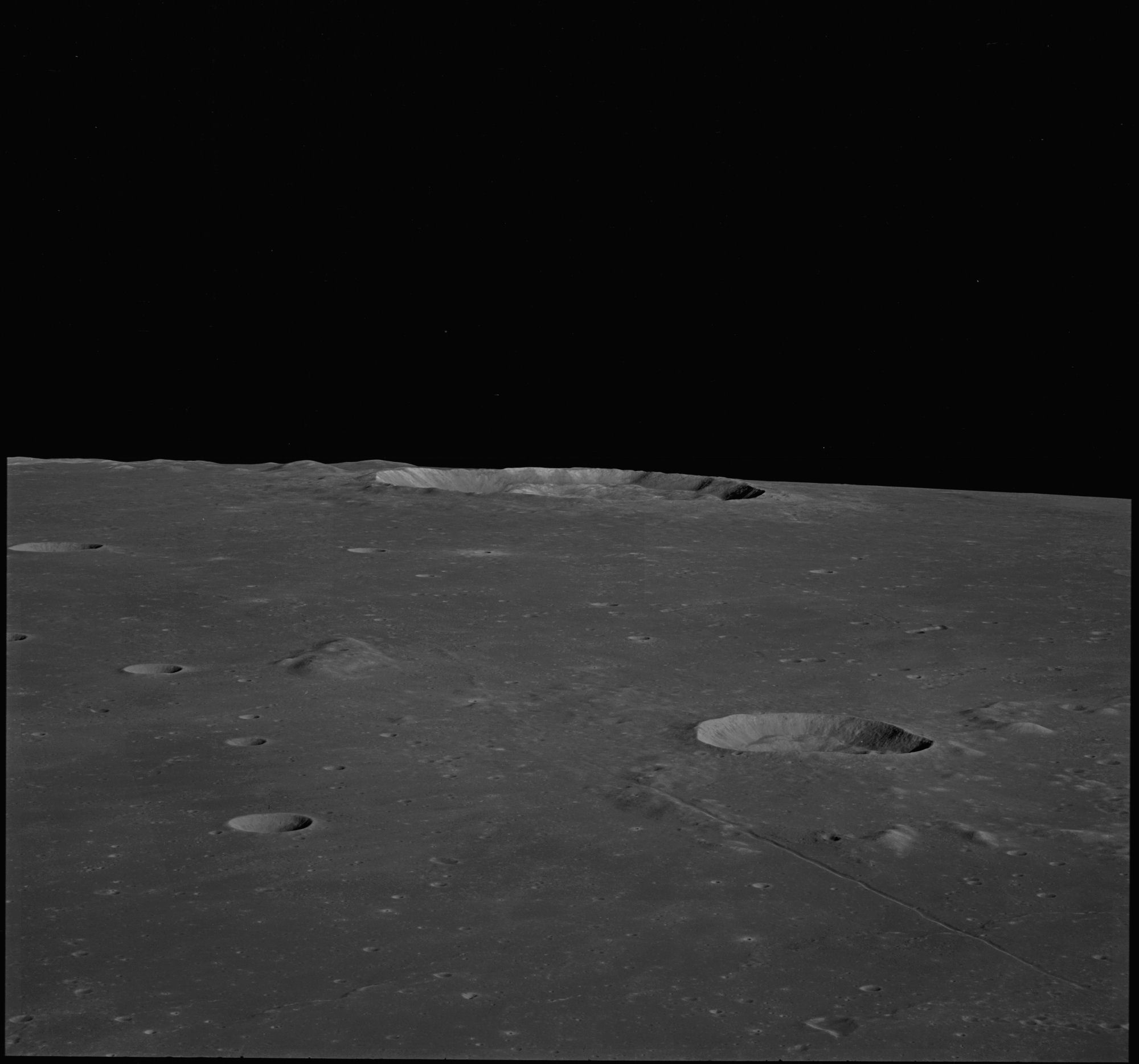
Fotografia de la missió Apollo 10